# Алессандро Шепф
Алессандро Шепф (нім. Alessandro Schöpf, нар. 7 лютого 1994, Умгаузен) — австрійський футболіст, півзахисник клубу «Ванкувер Вайткепс» та національної збірної Австрії.

## Клубна кар'єра
Народився 7 лютого 1994 року в місті Умгаузен. Розпочав займатись футболом на батьківщині в командах «Лагенфельд» та «АКА Тіроль». 2009 року потрапив в академію мюнхенської «Баварії».
З 2012 року він почав виступати за дублюючий склад у Регіоналлізі. По закінченні сезону Алессандро був включений в заявку основи на сезон, але на поле так і не вийшов і наступний сеон також провів у дублі. Всього за два сезони взяв участь у 63 матчах чемпіонату.
Влітку 2014 року Шепф перейшов в «Нюрнберг». Сума трансферу склала 400 тис. євро. 3 серпня в матчі проти «Ерцгебірге» Шепф дебютував у Другій Бундеслізі. 29 вересня в поєдинку проти «Кайзерслаутерна» він зробив «дубль», забивши свої перші голи за «Нюрнберг». Всього відіграв за нюрнберзький клуб півтора сезони своєї ігрової кар'єри. Граючи у складі «Нюрнберга» також здебільшого виходив на поле в основному складі команди.

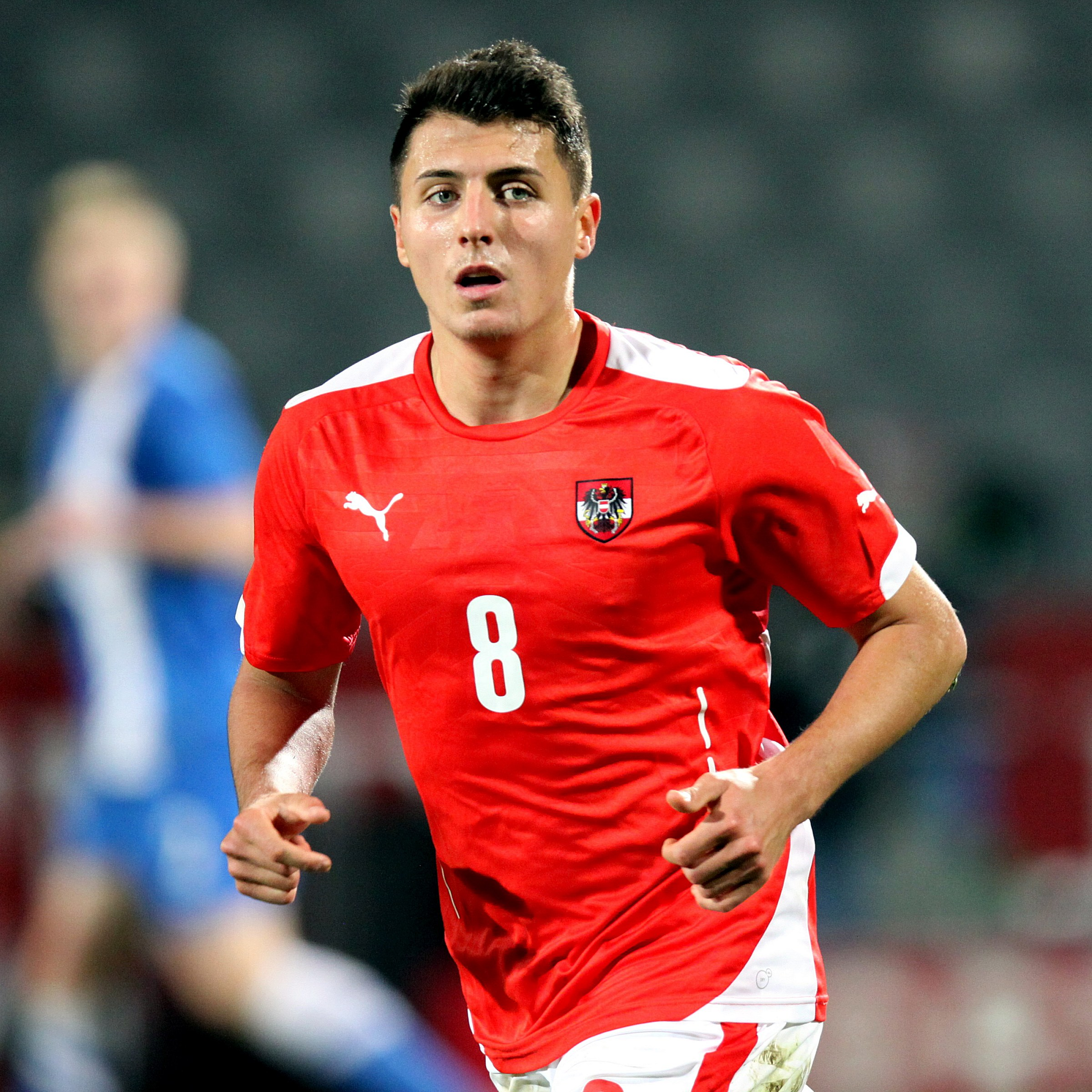
Шепф у складі молодіжної збірної Австрії. 13 листопада 2015 року.

На початку 2016 року Алессандро перейшов в «Шальке 04». Сума трансферу склала 5 млн. євро. 30 січня в матчі проти «Дармштадт 98» він дебютував у Бундеслізі, замінивши у другому таймі Лероя Сане. 6 лютого в поєдинку проти «Вольфсбурга» Шепф забив свій перший гол за «Шальке». Наразі встиг відіграти за клуб з Гельзенкірхена 13 матчів в національному чемпіонаті.

## Виступи за збірні
2009 року дебютував у складі юнацької збірної Австрії, взяв участь у 16 іграх на юнацькому рівні, відзначившись 2 забитими голами.
Протягом 2013—2015 років залучався до складу молодіжної збірної Австрії. На молодіжному рівні зіграв у 19 офіційних матчах, забив 8 голів.
26 березня 2016 року дебютував в офіційних іграх у складі національної збірної Австрії в товариському матчі проти збірної Албанії (2:1), замінивши у другому таймі Давіда Алабу. 31 травня того ж року в поєдинку проти збірної Мальти (2:1) він забив свій перший гол за національну команду.
У складі збірної був учасником чемпіонату Європи 2016 року у Франції. На турнірі він зіграв у матчах проти збірних Угорщини (0:2), Португалії (0:0)та Ісландії (1:2). У поєдинку проти ісландців Алессандро забив гол, який виявився першим і єдиним для австрійців на турнірі, а його команда зайняла останнє місце в групі і не вийшла в плей-оф.
Наразі провів у формі головної команди країни 32 матчі, забивши 6 голів.
| Дата       | Місто      | Господарі  | Результат  | Гості                | Турнір                               | Голи | Примітки |
| ---------- | ---------- | ---------- | ---------- | -------------------- | ------------------------------------ | ---- | -------- |
| 26-3-2016  | Відень     | Австрія    | 2 – 1      | Албанія              | товариський матч                     | -    | 86'      |
| 29-3-2016  | Відень     | Австрія    | 1 – 2      | Туреччина            | товариський матч                     | -    | 78'      |
| 31-5-2016  | Клагенфурт | Австрія    | 2 – 1      | Мальта               | товариський матч                     | 1    | 63'      |
| 4-6-2016   | Відень     | Австрія    | 0 – 2      | Нідерланди           | товариський матч                     | -    | 82'      |
| 14-6-2016  | Бордо      | Австрія    | 0 – 2      | Угорщина             | ЧЄ 2016 - 1-й етап                   | -    | 78'      |
| 18-6-2016  | Париж      | Португалія | 0 – 0      | Австрія              | ЧЄ 2016 - 1-й етап                   | -    | 65' 86'  |
| 22-6-2016  | Сен-Дені   | Ісландія   | 2 – 1      | Австрія              | ЧЄ 2016 - 1-й етап                   | 1    | 46'      |
| 5-9-2016   | Тбілісі    | Грузія     | 1 – 2      | Австрія              | Відбір до ЧС 2018                    | -    | 67'      |
| 6-10-2016  | Відень     | Австрія    | 2 – 2      | Уельс                | Відбір до ЧС 2018                    | -    | 79'      |
| 9-10-2016  | Белград    | Сербія     | 3 – 2      | Австрія              | Відбір до ЧС 2018                    | -    | 63'      |
| 12-11-2016 | Відень     | Австрія    | 0 – 1      | Ірландія             | Відбір до ЧС 2018                    | -    | 57'      |
| 28-3-2017  | Інсбрук    | Австрія    | 1 – 1      | Фінляндія            | товариський матч                     | -    | 72'      |
| 14-11-2017 | Відень     | Австрія    | 2 – 1      | Уругвай              | товариський матч                     | -    | 74'      |
| 23-3-2018  | Клагенфурт | Австрія    | 3 – 0      | Словенія             | товариський матч                     | -    | 74'      |
| 27-3-2018  | Люксембург | Люксембург | 0 – 4      | Австрія              | товариський матч                     | -    | 62'      |
| 30-5-2018  | Інсбрук    | Австрія    | 1 – 0      | Росія                | товариський матч                     | 1    | 58'      |
| 2-6-2018   | Клагенфурт | Австрія    | 2 – 1      | Німеччина            | товариський матч                     | 1    | 76'      |
| 10-6-2018  | Відень     | Австрія    | 0 – 3      | Бразилія             | товариський матч                     | -    | 38' 58'  |
| 6-9-2018   | Прага      | Австрія    | 2 – 0      | Швеція               | товариський матч                     | -    | 59'      |
| 12-10-2018 | Відень     | Австрія    | 1 – 0      | Північна Ірландія    | Ліга націй УЄФА 2018-2019 - 1-й етап | -    | 75'      |
| 16-10-2018 | Гернінг    | Данія      | 2 – 0      | Австрія              | товариський матч                     | -    | 71'      |
| 15-11-2018 | Відень     | Австрія    | 0 – 0      | Боснія і Герцеговина | Ліга націй УЄФА 2018-2019 - 1-й етап | -    | 67'      |
| 7-10-2020  | Клагенфурт | Австрія    | 2 – 1      | Греція               | товариський матч                     | -    | 46'      |
| 14-10-2020 | Плоєшті    | Румунія    | 0 – 1      | Австрія              | Ліга націй УЄФА 2020-2021 - 1-й етап | 1    | 76'      |
| 28-3-2021  | Відень     | Австрія    | 3 – 1      | Фарерські острови    | Відбір до ЧС 2022                    | -    | 64'      |
| 2-6-2021   | Мідлсбро   | Англія     | 1 – 0      | Австрія              | товариський матч                     | -    | 72'      |
| 21-6-2021  | Бухарест   | Україна    | 0 – 1      | Австрія              | ЧЄ 2020 - 1-й етап                   | -    | 32'      |
| 26-6-2021  | Лондон     | Італія     | 2 – 1 д.ч. | Австрія              | ЧЄ 2020 - 1/8 фіналу                 | -    | 90'      |
| 1-9-2021   | Кишинів    | Молдова    | 0 – 2      | Австрія              | Відбір до ЧС 2022                    | -    | 62'      |
| 4-9-2021   | Хайфа      | Ізраїль    | 5 – 2      | Австрія              | Відбір до ЧС 2022                    | -    | 68'      |
| 12-11-2021 | Клагенфурт | Австрія    | 4 – 2      | Ізраїль              | Відбір до ЧС 2022                    | -    | 58'      |
| 29-3-2022  | Відень     | Австрія    | 2 – 2      | Шотландія            | товариський матч                     | 1    | 59'      |
| Усього     |            | Матчів     | 32         |                      | Голів                                | 6    |          |

## Титули і досягнення
- Володар Кубка Австрії:

«Вольфсбергер»: 2024/25
- Чемпіон Канади:

«Ванкувер Вайткепс»: 2023, 2024